# Доктор Ху
Доктор Ху (енгл. Doctor Who) је британска научнофантастична телевизијска серија коју BBC емитује од 1963. године. Серија, чији су творци Сидни Њуман, С.Е. Вебер и Доналд Вилсон, прати пустоловине Господара времена познатог као Доктор, ванземаљског бића које изгледа као човек. Доктор истражује универзум у свемирском броду који путује кроз време под називом ТАРДИС. Спољашњост ТАРДИС-а изгледа као плава британска полицијска говорница, што је био уобичајен призор у Британији 1963. године када је серија први пут емитована. Са разним сапутницима, Доктор се бори против непријатеља, ради на спасавању цивилизација и помаже људима у невољи.
Почевши од Вилијама Хартнела, петнаесторо глумаца је тумачило насловну улогу у серији; тренутно Доктора у својој шеснаестој инкарнацији тумачи Били Пајпер. Промена са једног глумца на другог укључена је у наратив серије преко концепта регенерације, елемента заплета помоћу којег Господар времена, у тренутку када задобије смртоносне ране, добија ново тело, односно нову инкарнацију, при чему мења своје понашање, али задржава своја сећања. Тако сваки глумац добија прилику да тумачи улогу на јединствен начин, док у исто време сви заједно представљају различите фазе у развоју једног истог наратива и чине један исти животни век лика. С обзиром на то да заплет укључује путовање кроз време, различите инкарнације Доктора се, природно, повремено сусрећу. Године 2017. Џоди Витакер је званично постала прва жена која је тумачила улогу на телевизији, а 2024. године Шути Гатва је постао први тамнопути глумац у насловној улози. 
Серија представља значајан део популарне културе у Британији, али и у остатку света, и временом је стекла култ следбеника. Серија има велики утицај на многе генерације професионалаца који раде на телевизији у Великој Британији, од којих су многи и одрасли уз њу. Обожаваоци серије се понекад називају и Хувијанцима (енгл. Whovians). Серија је укључена у Гинисову књигу рекорда као најдуговечнија научнофантастична телевизијска серија на свету, као и „најуспешнија” научнофантастична серија свих времена, на основу укупне гледаности током емитовања и продаје DVD-јева, књига и iTunes формата.
Серија је првобитно емитована од 1963. до 1989. године. Након неуспешног покушаја 1996. године да се продукција серије оживи пробном епизодом у облику дугометражног филма под називом Доктор Ху, серија је ипак поново покренута 2005. године у продукцији BBC Wales-а са седиштем у Кардифу. Доктор Ху је, такође, изнедрио бројне спиноф медије, међу којима су стрипови, филмови, романи, аудио-драме и телевизијске серије Торчвуд (2006–2011), Авантуре Саре Џејн (2007–2011), К9 (2009–2010), Разред (2016), Приче из ТАРДИС-а (2023−2024), као и предстојећа серија Рат између копна и мора. Серија је била основ за многе пародије и референце у популарној култури.

## Премиса
Серија Доктор Ху прати пустоловине насловног лика, одметнутог Господара времена донекле непознатог порекла који носи име „Доктор”. Доктор је побегао са Галифреја, планете Господара времена, у украденом ТАРДИС-у (енгл. Time and Relative Dimension(s) in Space; „Време и релативне димензије у простору”), времеплову који путује материјализујући се у временском вортексу и дематеријализујући се из њега. ТАРДИС има пространу унутрашњост, иако споља изгледа мање, и опремљен је „камелеонским колом” намењеним да ТАРДИС поприми изглед локалних објеката како би се уклопио у околину. Због квара, Докторов ТАРДИС задржава облик плаве британске полицијске говорнице.
У времену и простору, многе Докторове инкарнације често проналазе догађаје који изазивају њихову радозналост и покушавају да спрече зле силе да науде недужним људима или да промене историју, користећи само домишљатост и најмања могућа средства, као што је свестрани сонични шрафцигер. Доктор ретко путује сам и често му се придружују један или више сапутника у његовим пустоловинама. Ови сапутници су обично људи, због Докторове фасцинације планетом Земљом, што такође доводи до честе сарадње са међународном војном оперативном групом УНИТ када је Земља угрожена. Доктор је стар неколико векова и, као Господар времена, има способност да се регенерише када буде смртно рањен. Докторове разне инкарнације су стекле бројне непријатеље који се понављају током његових путовања, укључујући Далеке, њиховог творца Давроса, Киберљуде и одметнутог Господара Времена познатог као Господар.

## Историја
Доктор Ху се први пут појавио на каналу BBC Television Service у 17:16:20 по гриничком средњем времену 23. новембра 1963. године; то је било осамдесет секунди касније од предвиђеног времена програма, због најава у вези са атентатом на Џона Ф. Кенедија претходног дана. Доктор Ху је требало да буде редован недељни програм, са сваком епизодом у трајању од 25 минута. Дискусије и планови за серију били су у току годину дана. Шеф драмског одељења BBC-ја, Сидни Њуман, био је главни одговорни уредник за развој серије, а први формат документа за серију написали су Њуман, шеф одељења за сценарио (касније шеф серијала) Доналд Вилсон и сценариста С. Е. Вебер; у једном интервјуу из 1971. Вилсон је тврдио да је дао назив серији, а када је ова тврдња изнета Њуману, он је није оспорио. Сценариста Ентони Коберн, уредник приче Дејвид Витакер и првотибна продуценткиња Верити Ламберт такође су у великој мери допринели развоју серије.
Серија је првобитно била намењена породичној публици као образовни програм који користи путовање кроз време као средство за истраживање научних идеја и познатих тренутака у историји. Дана 31. јула 1963. Витакер је поручио Терију Нејшну да напише причу под насловом Мутанти. Како је првобитно написано, Далеци и Тали су били жртве напада ванземаљском неутронском бомбом, али Нејшн је касније одбацио ванземаљце и учинио Далеке агресорима. Када је сценарио представљен Њуману и Вилсону, одмах је одбијен јер серији није било дозвољено да садржи никаква „чудовишта са очима попут инсекта”. Према речима Ламбертове: „Нисмо имали много избора — имали смо само Далек серијал да наставимо... Имали смо неку врсту кризе поверења јер је Доналд [Вилсон] био толико чврст у ставу да не треба да га снимимо. Да смо имали било шта друго спремно, то бисмо и снимили.” Нејшнов сценарио је постао други серијал Доктора Хуа – Далеци (такође познати као Мутанти). Серијал је представио истоимене ванземаљце који ће постати најпопуларнија чудовишта серије и био је одговоран за први бум у продају производа повезаних са серијом.

Морали смо да се ослонимо на причу јер смо мало тога могли да урадимо са ефектима. Ратови звезда су на неки начин били прекретница. Када су Ратови звезда изашли, Доктор Ху је од тог тренутка практично постао застарео, ако се суди по нивоу технолошке стручности.

 —Филип Хинчклиф, продуцент серије Доктор Ху од 1974. до 1977. године, о томе зашто је „класична серија” на крају заостала за другим научнофантастичним остварењима у погледу сценографије и репутације, што је довело до њеног отказивања.
Драмско одељење BBC-ја продуцирало је серију 26 сезона, емитовану на каналу BBC One. Због све лошијег здравља, првог глумца који је играо Доктора, Вилијама Хартнела, 1966. године заменио је млађи Патрик Траутон. Године 1970. Џон Пертви је заменио Траутона и серија је у том тренутку прешла са црно-белог на формат у боји. Године 1974. Том Бејкер је добио улогу Доктора. Његов ексцентрични стил облачења и необична личност постали су веома популарни међу публиком, а гледаност серије се вратила на ниво који није виђен од врхунца „Далекманије” деценију раније. Године 1981. након рекордних седам година у главној улози, Бејкера је заменио Питер Дејвисон који је са својих 29 година био далеко најмлађи глумац који је добио улогу у оригиналној серији, а 1984. Колин Бејкер је заменио Дејвисона. Године 1985, контролор канала Мајкл Грејд покушао је да откаже серију, али је то уместо тога дошло до паузе од годину и по дана. Такође је уклонио Колина Бејкера из главне улоге 1986. године. Улогу је преузео Силвестер Мекој, али све мања гледаност, пад јавног мишљења о серији и мање истакнути термин емитовања су довели Питера Крегина, новог шефа серијала BBC-ја, да прекине продукцију 1989. године. Иако је серија ефективно отказана одлуком да се не наручи планирана 27. сезона, која би била емитована 1990. године, BBC је више пута потврдио, током неколико наредних година, да ће се серија вратити.
Иако је продукција унутар BBC-ја престала, BBC се надао да ће пронаћи независну продукцијску кућу која ће поново покренути серију. Филип Сигал, британски исељеник који је радио за телевизијски огранак студија Columbia Pictures у Сједињеним Америчким Државама, обратио се BBC-ју у вези са таквим подухватом још у јулу 1989, док је 26. сезона још била у продукцији. Преговори са Сигалом су на крају довели до телевизијског филма Доктор Ху, емитованог на Fox Network-у 1996. године у међународној копродукцији између Fox-а, Universal Pictures-а, BBC-ја и BBC Worldwide-а. У главној улози нашао се Пол Мекган као Доктор, а филм је био успешан у Уједињеном Краљевству (са преко 9 милиона гледалаца), али мање у Сједињеним Државама, па није довео до обнављања серије.
Лиценцирани медији као што су романи и аудио-драме пружали су нове приче, али као телевизијска серија, Доктор Ху је остао неактиван све до 2003. године. У септембру те године, BBC Television најавио је продукцију нове серије, након неколико година покушаја BBC Worldwide-а да нађе подршку за верзију у виду дугометражног филма. Извршни продуценти нове инкарнације серије били су сценариста Расел Т. Дејви из BBC Cymru Wales-а и шефица драмског одељења Џули Гарднер. Од 2005. године, серија је прешла са снимања са више камера на формат са једном камером.
Са Кристофером Еклстоном у улози Доктора, Доктор Ху се коначно вратио са епизодом „Роуз” на каналу BBC One 26. марта 2005. године. Еклстон је отишао после једног серијала и заменио га је Дејвид Тенант. Дејвис је одлучио да напусти серију 2010. након завршетка 4. серијала, као и Тенант. Стивен Мофат, сценариста који је радио под Дејвисом, најављен је као његов наследник, а Мет Смит као нови Доктор. Смит је одлучио да напусти улогу Доктора након 50. годишњице серије. Заменио га је Питер Капалди.
У јануару 2016. Мофат је најавио да ће се повући након завршетка 10. серијала, а 2018. га је заменио Крис Чибнал. Десети серијал је дебитовао у априлу 2017. а божићни специјал му је претходио 2016. Џоди Витакер, прва женска инкарнација Доктора, појавила се у три серијала, од којих је последњи скраћен због пандемије ковида 19.
И Витакерова и Чибнал најавили су да ће напустити серију након низа специјала из 2022. након 13. серијала. Дејвис се вратио као шоуранер у специјалима поводом 60. годишњице, дванаест година након што је претходно напустио серију. Студио Bad Wolf је одлучио да копродуцира серију у партнерству BBC Studios-ом. Учешће Bad Wolf-а доводи до тога да се Гарднерова врати у серију заједно са Дејвисом и Џејн Трантер, који су и поново покренули серију 2005. године.
Оживљавање Доктора Хуа из 2005. је непосредан наставак изворне серије из 1963–89. и телевизијског филма из 1996. године. Серија је емитована у многим другим земљама широм света

### Јавна свест
Тврдило се да је емитовање прве епизоде каснило десет минута због ширег извештавања о атентату на америчког председника Џона Ф. Кенедија претходног дана; у ствари, епизода је емитована са закашњењем од осамдесет секунди. BBC је веровао да је извештавање о атентату, као и низ нестанка струје широм земље, довело до тога да многи гледаоци пропусте овај увод у нову серију, и она је поново емитована 30. новембра 1963. непосредно пре друге епизоде.
Серија је убрзо постала национална институција у Уједињеном Краљевству, са великим бројем пратилаца међу општом публиком. Са популарношћу су се појавиле контроверзе око прикладности серије за децу. Боркиња за морал Мери Вајтхаус се више пута жалила BBC-ју због онога што је сматрала насилним, застрашујућим и крвавим садржајем серије. Према часопису Radio Times, серија „никада није имала неумољивијег непријатеља од Мери Вајтхаус”.
Истраживање BBC-ја спроведено 1972. године показало је да је, према њиховој сопственој дефиницији насиља („сваки чин који може изазвати физичку и/или психолошку повреду, бол или смрт особама, животињама или имовини, било намерно или случајно”), Доктор Ху био најнасилнији драмски програм који је корпорација производила у то време. У истом извештају је откривено да 3% анкетиране публике сматра серију „веома неприкладном” за породично гледање. Одговарајући на налазе анкете у листу The Times, новинар Филип Хауард је написао: „Поређење насиља у Доктору Хуу, које је настало као комбинација коњског смеха и ноћне море, са реалистичнијим насиљем у другим телевизијским серијама, где глумци који изгледају као људска бића крваре боју која личи на крв, исто је као поредити Монопол са тржиштем некретнина у Лондону: оба су фантазије, али једна се треба схватити озбиљно.”
Током друге сезоне Џона Пертвија у улози Доктора, у епизодама Терор отонаца (1971), слике пластичних лутака убица, нарциса који убијају несуђене жртве и полицајаца са празним цртама обележиле су врхунац способности серије да уплаши децу. Други значајни тренуци у тој деценији укључују бестелесни мозак који је пао на под у епизоди Мозак Морбијуса и сцене у којој негативац наизглед дави Доктора у епизодама Смртоносни убица (обе из 1976). Жалба Мери Вајтхаус у вези са потоњим догађајем изазвала је промену политике BBC-ја према серији са много строжом контролом наметнуте продукцијској екипи, а следећи продуцент серије Грејам Вилијамс био је под директивом да избаци „све графичке приказе насиља”. Џон Нејтан-Тарнер је продуцирао серију током 1980-их и рекао је у документарцу Више од тридесет година у ТАРДИС-у да се радује Вајтхаусиним опаскама јер ће се гледаност серије повећати убрзо након што их да. Ипак, Нејтан-Тернер је такође упао у проблеме са руководиоцима BBC-ја због насиља које је дозволио да буде приказано у 22. сезони серије 1985. године, што је јавно критиковао контролор Мајкл Грејд и навео као један од разлога да прекине серију на годину и по дана.
Фраза „Скривање иза (или 'гледање иза') софе” ушла је у британску популарну културу, означавајући стереотипно понашање деце која су хтела да избегну застрашујуће делове телевизијског програма, али су ипак желела да остану у соби и наставе да гледају остатак. Фраза је задржала ову повезаност са Доктором Хуом до те мере да је 1991. Музеј покретних слика у Лондону своју изложбу посвећену серији назвао „Иза софе”. Електронска тематска музика такође је у то време доживљавана као језива, нова и застрашујућа. Један чланак из 2012. ставио је ову супротстављеност страха и узбуђења из детињства „у центар односа многих људи са серијом”, а 2011. године, у онлајн гласању на веб-сајту Digital Spy, серија је проглашена за „најстрашнију ТВ серију свих времена”.
Слика ТАРДИС-а је постала нераздвојно повезана са серијом у свести јавности; BBC-јев сценариста Ентони Коберн, који је живео у летовалишту Херн Беј у Кенту, био је један од људи који су осмислили идеју о полицијској телефонској говорници као времеплову. Године 1996. BBC је поднео захтев за жиг како би користио дизајн плаве полицијске говорнице ТАРДИС-а у роби повезаној са Доктором Хуом. Године 1998. Градска полицијска управа Лондона поднела је приговор на захтев за жиг, али је 2002. Завод за патенте пресудио у корист BBC-ја.
Обнова серије у 21. веку постала је централни део суботњег програма канала BBC One и „дефинисало је канал”. Многи реномирани глумци су гостовали у различитим епизодама, а међу њима су били Кајли Миног, сер Ијан Мекелен, и Ендру Гарфилд, између осталих. Према чланку у The Daily Telegraph-у из 2009. године, оживљавање Доктора Хуа константно је добијала високе оцене, како по броју гледалаца, тако и према индексу уважавања. Године 2007. телевизијска рецензенткиња новина The Times, Кејтлин Моран, написала је да је Доктор Ху „суштински део британског идентитета”. Према речима Стивена Мофата, амерички филмски редитељ Стивен Спилберг је изнео опаску да би „свет био сиромашније место без Доктора Хуа”.
Дана 4. августа 2013. на каналу BBC One је емитован програм уживо под називом Доктор Ху уживо: Следећи Доктор, током којег је откривен глумац који ће играти Дванаестог Доктора. Овај програм је у просеку гледало 6,27 милиона гледалаца у Уједињеном Краљевству, а истовремено је емитован и у Сједињеним Државама, Канади и Аустралији.

## Ликови

### Доктор
Доктор је у почетку био обавијен велом тајне. У раним данима серије, лик је био ексцентрични ванземаљски путник велике интелигенције који се борио против неправде, истовремено истражујући време и простор у непоузданој временској машини „ТАРДИС” (скраћеница за Time and Relative Dimension in Space; време и релативна димензија у простору), који се одликује тиме што изнутра делује много веће него споља (карактеристика која се назива „димензионо трансцендентна”).
У почетку раздражљив и помало злокобан, Доктор је брзо постао саосећајнији лик и на крају се открило да је Господар времена чија раса потиче са планете Галифреј, одакле је Доктор побегао укравши ТАРДИС.

#### Промена изгледа
Продуценти су увели концепт регенерације како би омогућили промену глумца у главној улози. Ово је било подстакнуто лошим здравственим стањем оригиналне звезде, Вилијама Хартнела. Израз „регенерација” није био осмишљен све до Докторове треће регенерације у серији. Хартнелов Доктор је само описао како пролази кроз „обнављање”, а Други Доктор је доживео „промену изгледа”. Ова карактеристика лика омогућила је да се глумац више пута мења током историје серије, као и да се прикажу алтернативне верзије Доктора из његове релативне прошлости или будућности.
Низ епизода Смртоносни убица (1976) и Модрин немртни (1983) утврдили су да Господар времена може да се регенерише само 12 пута, односно да има укупно 13 инкарнација. Ова чињеница је остала урезана у јавну свест упркос томе што се није често понављала, а продуценти су је препознали као препреку заплету када је серија коначно морала да регенерише Доктора по тринаести пут. Епизода Време Доктора (2013) приказује Доктора како добија нови циклус регенерација, почевши од Дванаестог Доктора јер је Једанаести Доктор производ Докторове дванаесте регенерације од његовог изворног низа регенерација.
Иако су сценаристи серије, укључујући Њумана 1986. и Дејвиса 2008. године, неколико пута предложили идеју да жена глуми Доктора, до 2017. године све званичне верзије Доктора играли су мушкарци. Џоди Витакер је преузела улогу Тринаестог Доктора на крају божићног специјала 2017. и постала прва жена која је добила ову улогу. Серија је представила способност Господара времена да мењају пол након регенерације у ранијим епизодама, прво у дијалогу, а затим и са верзијом Господара (коју је глумила Мишел Гомез) и генерала (коју је глумила Т’Нија Милер).
Дана 8. маја 2022. објављено је да ће након регенерације Тринаестог Доктора, Шути Гатва као Четрнаести Доктор постати први тамнопути глумац који ће тумачити насловну улогу. Након Витакериног последњег појављивања у епизоди Моћ Доктора 23. октобра 2022, она се уместо тога регенерисала у облик који је тумачио Дејвид Тенант за кога је потврђено да је Четрнаести Доктор — први глумац који је играо две инкарнације — а Гатва је тумачио улогу Петнаестог Доктора.
| Насловни глумац   | Инкарнација       | Мандат           |
| ----------------- | ----------------- | ---------------- |
| Вилијам Хартнел   | Први Доктор       | 1963–1966.       |
| Патрик Траутон    | Други Доктор      | 1966–1969.       |
| Џон Пертви        | Трећи Доктор      | 1970–1974.       |
| Том Бејкер        | Четврти Доктор    | 1974–1981.       |
| Питер Дејвисон    | Пети Доктор       | 1981–1984.       |
| Колин Бејкер      | Шести Доктор      | 1984–1986.       |
| Силвестер Мекој   | Седми Доктор      | 1987–1989, 1996. |
| Пол Мекган        | Осми Доктор       | 1996.            |
| Кристофер Еклстон | Девети Доктор     | 2005.            |
| Дејвид Тенант     | Десети Доктор     | 2005–2010.       |
| Мет Смит          | Једанаести Доктор | 2010–2013.       |
| Питер Капалди     | Дванаести Доктор  | 2013–2017.       |
| Џоди Витакер      | Тринаести Доктор  | 2017–2022.       |
| Дејвид Тенант     | Четрнаести Доктор | 2022−2023.       |
| Шути Гатва        | Петнаести Доктор  | 2023−2025.       |
| Били Пајпер       | Шеснаести Доктор  | 2025−данас       |

Поред оних глумаца који су имали главну улогу у серији, други глумци су тумачили различите верзије Доктора у гостујућим улогама. Посебно је значајно да је 2013. Џон Херт имао гостујућу улогу као до тада непозната инкарнација Доктора, позната као Ратни Доктор, уочи специјала поводом 50. годишњице серије Дан Доктора. У мини-епизоди Ноћ Доктора, он је ретроактивно уметнут у измишљену хронологију серије између Мекгановог и Еклстоновог Доктора, али је његово увођење написано тако да не наруши постојеће нумерисање инкарнација Доктора. Серија је касније представила још једну раније непознату верзију Доктора у виду епизодног појављивања Одбегле Докторке (Џо Мартин) почевши од епизоде Бегунац од Џадуна (2020). Пример из класичне серије долази из 23. сезоне (1986), у којем је лик Мајкла Џејстона, Долин, описан као спој тамнијих страна Докторове природе, негде између дванаесте и последње инкарнације.
У ретким приликама, други глумци су преузимали главну улогу. У епизоди Пет Доктора, Ричард Херндал је играо Првог Доктора због смрти Вилијама Хартнела 1975. године. Тридесет четири године касније, Дејвид Бредли је на сличан начин заменио Хартнела у специјалу Било двапут. У серијалу Време и Рани, Силвестер Мекој је накратко играо Шестог Доктора током регенерације, пре него што је наставио као Седми. У другим медијима, Доктора су играли разни други глумци, међу којима и Питер Кушинг у два филма.
Кастинг новог Доктора често је подстрекавао расправе и спекулације. Теме око којих се најчешће полемише су Докторов пол (пре избора Витакерове све званичне инкарнације су биле мушке), расу (сви Доктори су били белци пре појављивања Џо Мартин у епизоди Бегунац од Џадуна) и године (најмлађи глумац Мет Смит имао је 26 година, а најстарији су Питер Капалди и Вилијам Хартнел са по 55 година).

#### Сусрети различитих инкарнација
Било је више случајева када су се глумци враћали да поново тумаче своје верзије Доктора. У епизоди Три Доктора из 1973. године, Вилијам Хартнел и Патрик Траутон вратили су се заједно са Џоном Пертвијем. У епизоди Пет Доктора из 1983. године, Траутон и Пертви су се вратили уз Питера Дејвисона, док се Том Бејкер се појавио у до тада необјављеним снимцима из незавршене епизоде Шада. У овој епизоди, Ричард Херндал је заменио Вилијама Хартнела. Патрик Траутон се поново вратио у епизоди Два Доктора из 1985. са Колином Бејкером.
Године 2007. Питер Дејвисон се вратио у мини-епизоди Судар времена заједно са Дејвидом Тенантом. У епизоди Име Доктора (2013), Једанаести Доктор се сусреће са раније непознатом инкарнацијом себе, за коју је касније откривено да је Ратни Доктор. У следећој епизоди, Дан Доктора, Десети Доктор Дејвида Тенанта се појавио заједно са Метом Смитом у улози Једанаестог Доктора и Џоном Хертом као Ратним Доктором, као и кратким снимцима свих претходних глумаца. Године 2017. Први Доктор (кога је овог пута глумио Дејвид Бредли) вратио се у епизоди Докторов пад и Било двапут, у којима је главну улогу тумачио Питер Капалди.
У епизоди Бегунац од Џадуна из 2020. године, Џоди Витакер у улози Тринаестог Доктора упознаје инкарнацију Доктора коју је глумила Џо Мартин, касније познату као Одбегла Докторка; поново се сусрећу у епизодама Ванвременска деца и Некада давно. Године 2022, у својој последњој епизоди Моћ Доктора (2022), Витакерова се сусреће са Чуварима ивице, манифестацијама Првог (Бредли), Петог (Дејвисон), Шестог (Колин Бејкер), Седмог (Мекој) и Осмог (Мекган) Доктора. У епизоди „Кикот” из 2023, након би-генерације Четрнаестог Доктора, током које се издвојио Петнаести Доктор, ова два Доктора деле сцену док заједно побеђују негативца епизоде, Творца Играчака. Петнаести Доктор се накратко сусрео са Тринаестом Докторком у епизоди Рат стварности из 15. серијала.
Поред тога, вишеструке инкарнације Доктора су се сусреле у различитим аудио-драмама и романима заснованим на телевизијској серији.

#### Открића о Доктору
Кроз дугу историју серије, откриване су бројне чињенице о Доктору које су покретале нова питања. У епизоди Мозак Морбијуса (1976), наговештено је да Први Доктор можда није био прва инкарнација (иако су друга приказана лица можда била инкарнације Господара времена Морбијуса). У наредним причама, Први Доктор је приказан као најранија инкарнација Доктора. У епизоди Модрин немртви (1983), Пети Доктор јасно каже да је тренутно у својој петој инкарнацији. Касније те исте године, током специјала поводом 20. годишњице серије, Пет Доктора, Први Доктор пита Петог коју по реду регенерацију представља; када овај одговори „четврту”, Први Доктор одушевљено каже: „Боже мили. Значи сад ме има петоро!” Године 2010. Једанаести Доктор се на сличан начин назива „Једанаестим” у епизоди Подстанар. У епизоди из 2013. Време Доктора, Једанаести Доктор објашњава да је заправо производ дванаесте регенерације, пошто постоји једна ранија инкарнација коју није бројао (Ратни Доктор), као и једна неуспела регенерација. Име Једанаести се још увек користи за ову инкарнацију. Иста епизода приказује проречени „Пад Једанаестог”, који је наговештаван кроз више епизода серијала. Доктор је у раним епизодама описан као пореклом са планете Галфреј, како је поменуто у епизоди Временски ратник (1973). Међутим, та чињеница је касније ревидирана у епизоди Ванвременска деца (2020), у којој се открива да Доктор долази из непознате димензије или универзума. У истој причи је откривено да Први Доктор није био најранија инкарнација Доктора.
Током ере Седмог Доктора, наговештено је да је Доктор више од обичног Господара времена. У телевизијском филму из 1996. године, Осми Доктор описује себе као „половином човека”. Међутим, у званичним често постављаним питањима о серији, BBC наводи се да „пуристи то често занемарују”, и уместо тога наглашавају његово галфрејанско порекло.
Прва епизода серије, Ванземаљско дете, показује да Доктор има унуку Сузан Форман. У епизоди Гробница Киберљуди из 1967. године, када Викторија Вотерфилд посумња да се Доктор не сећа своје породице због своје „древности”, он каже да може да их се сети када то жели — „Остатак времена они спавају у мом уму”. Серијал из 2005. открива да је Девети Доктор мислио да је последњи преживели Господар времена и да је његова матична планета уништена. У епизоди Празно дете (2005), др Константин каже: „Пре него што је рат уопште почео, био сам отац и деда. Сада нисам ни једно ни друго.” Доктор одговара: „Да, знам како је то.” У епизоди Смит и Џоунсова (2007), када је упитан да ли има брата, Доктор је одговорио: „Не, не више.” У епизодама Плаши је се (2006) и Докторова ћерка (2008), Доктор наводи да је некада био отац.
У епизоди Венчање Ривер Сонг (2011) наговештено је да је Докторово право име тајна која се никада не сме открити. Ово је даље истражено у епизоди Име Доктора (2013), када је Ривер Сонг изговорила његово име и дозволила Великој интелигенцији да уђе у његову гробницу и у епизоди Време Доктора (2013), где изговор његовог правог имена постаје знак по коме би Господари времена знали да могу безбедно да се врате у универзум.

### Сапутници
Фигура сапутника – обично човека – представља стални елемент серије Доктор Ху још од њеног почетка 1963. године. Једна од улога сапутника је да подсети Доктора на његову „моралну дужност”. Докторови први сапутници приказани у серији били су његова унука Сузан Форман (Керол Ен Форд) и њени учитељи, Барбара Рајт (Џеклин Хил) и Ијан Честертон (Вилијам Расел). Ови ликови су били замишљени као сурогати за публику, кроз које би гледаоци сазнавали информације о Доктору, који је требало да буде мистериозна очинска фигура. Једина прича из оригиналне серије у којој Доктор путује сам је Смртоносни убица (1976). Међу значајним сапутницима из ранијих сезона налази се и Господарица времена по имену Романа (коју је испрва глумила Мери Там, а потом Лала Ворд), као и људи попут Саре Џејн Смит (Елизабет Слејден) и Џо Грант (Кети Менинг). Са драматичне стране, ови ликови омогућавају публици да се лакше поистовети са серијом, покрећу радњу тражећи објашњења од Доктора и стварају опасне ситуације које он мора да реши. Доктор редовно стиче нове сапутнике и губи старе; они се понекад враћају кући или проналазе нове сврхе — или љубави — у световима које су посетили. Неки су током серије и изгубили живот. Сапутници су обично људи или хуманоидни ванземаљци.
Од оживљавања серије 2005. године, Доктор углавном путује са једном главном сапутницом, која има знатно већу наративну улогу. Стивен Мофат је описао сапутницу као главни лик серије, јер се прича са сваком новом сапутницом покреће изнова, а она пролази кроз веће промене него сам Доктор. Главне сапутнице Деветог и Десетог Доктора биле су Роуз Тајлер (Били Пајпер), Марта Џоунс (Фрима Еџимен) и Дона Нобл (Кетрин Тејт), док су Мики Смит (Ноел Кларк) и Џек Харкнес (Џон Бароуман) имали улогу повремених сапутника. Једанаести Доктор је постао први који је путовао са брачним паром Ејми Понд (Карен Гилан) и Роријем Вилијамсом (Артур Дарвил), док су неусклађени сусрети са Ривер Сонг (Алекс Кингстон) и Кларом Освалд (Џена Колман) створили дугорочне наративне приче које су се наставиле и у ери Дванаестог Доктора. Десети серијал укључивао је ванземаљца Нардола (Мет Лукас) и увео Перл Меки као Бил Потс, Докторову прву отворено хомосексуалну сапутницу. Перл Меки је истакла да је повећана заступљеност ЛГБТ+ особа важна у једној мејнстрим серији. Тринаеста Докторка је првенствено путовала са Рајаном Синклером (Тосин Кол), Грејамом О’Брајеном (Бредли Волш), Јасмин Кан (Мандип Гил) и Деном Луисом (Џон Бишоп). Када се Дејвид Тенант вратио у серију као Четрнаести Доктор, Кетрин Тејт му се придружила у специјалима из 2023. године, поново тумачећи улогу Доне Нобл. Петнаести Доктор је у свом првом серијалу путовао са Руби Сандeј (Мили Гибсон), а у другом са Белиндом Чандром (Варада Сету). Комбинација Шутија Гатве и Вараде Сету била је значајна по томе што су главну глумачку поставу серије први пут чинили искључиво небелци.
Неки сапутници су се поново појавили, било у главној серији или у спиноф медијима. Сара Џејн Смит је постала централни лик у серији Авантуре Саре Џејн (2007–2011) након повратка у серију Доктор Ху 2006. године. Гостујуће звезде у овој серији били су бивши сапутници Џо Грант, К9 и бригадир Летбриџ-Стјуарт (Николас Кортни). Лик Џека Харкнеса послужио је за покретање спиноф серије Торчвуд (2006–2011), у којој се појавила и Марта Џоунс.

### Непријатељи
Када је Сидни Њуман наручио серију, он изричито није желео да подстиче клише „чудовишта са избуљеним очима” који је био чест у научној фантастици. Међутим, чудовишта су била популарна код публике и зато су готово од самог почетка постала главна тема Доктора Хуа.
Са оживљавањем серије 2005. године, извршни продуцент Расел Т. Дејвис је изјавио да намерава да поново уведе класична чудовишта Доктора Хуа. Отонци са Нестенском свешћу и Далеци су се вратили у првом серијалом, Киберљуди у другом, Макре и Господар у трећем, Сонтаранци и Даврос у четвртом, а Господари времена, међу којима и Расилон, у специјалима из 2009. и 2010. године. Дејвисов наследник, Стивен Мофат, наставио је тренд оживљавањем Силуријанаца у петом серијалу, Киберцрва у шестом, Велике интелигенције и Ледених ратника у седмом и Зајгонаца у специјалу поводом 50. годишњице серије. Од повратка серије 2005. године, уведена су и нова понављајућа ванземаљска бића: Слитинци (Ракакорикофалапаторијанци), Удови, Џадуни, Уплакани анђели и Тишине.
Поред ретких појављивања непријатеља као што су Ледени ратници, Огрони, Рани и Црни Чувар, три противника су постала посебно иконична: Далеци, Киберљуди и Господар.

#### Далеци
Далеци, који су се први пут појавили већ у првој сезони серије 1963. године, најстарији су негативци Доктора Хуа. Далеци су Каледи са планете Скаро које је мутирао научник Даврос и сместио у механичке оклопне шкољке ради покретности. Стварна створења личе на хоботнице са великим, израженим мозговима. Њихове оклопне шкољке имају једно око, уређај налик клипу који служи за руку и оружје усмерене енергије. Њихова главна слабост је очна дршка; напади на њих уз помоћ различитог оружја могу да ослепе Далека, што га тера да полуди. Њихова главна улога у наративу серије, како често примећују својим одмах препознатљивим металним гласовима, јесте да „истребе” сва бића која нису Далеци. Они чак нападају и Господаре времена у Временском рату, као што је приказано током 50. годишњице серије. Они настављају да буду понављајућа „чудовишта” у серији, а њихово најскорије појављивање је у епизоди из 2022. године, Моћ Доктора. Даврос се такође повремено враћа од свог дебија у епизоди Постање Далека, иако га је играло неколико различитих глумаца.
Далеке су осмислили сценариста Тери Нејшн (који је намеравао да буду алегорија на нацисте) и BBC дизајнер Рејмонд Кјузик. Деби Далека у 5. епизоди прве сезоне, под насловом Далеци (1963), учинио је и Далеке и Доктора Хуа веома популарним. Далек се појавио на поштанској марки која је славила британску популарну културу 1999. године, коју је фотографисао лорд од Сноудона. У епизоди Победа Далека представљен је нови сет Далека у разним бојама, при чему боја означава њихову функцију унутар врсте.

#### Киберљуди
Киберљуди су првобитно били потпуно органска врста хуманоида која је потекла са Мондаса, планете-близнакиње Земље, који су почели да уграђују све више вештачких делова у своја тела. Ово је довело до тога да постану хладни, логични и прорачунати киборзи, при чему су емоције показивали углавном само у тренуцима отворене агресије. Са пропашћу Мондаса, преузели су Телос као своју нову матичну планету. Киберљуди су и даље једна од често понављајућих „чудовишних” претњи у франшизи Доктор Ху.
Серијал из 2006. представио је нову варијацију Киберљуди. Ове Киберљуде је у паралелном универзуму створио луди проналазач Џон Лумиц који је покушавао да сачува људе пресађивањем њихових мозгова у моћна метална тела и слањем наређења преко мреже мобилних телефона и инхибирањем њихових осећања електронским чипом.

#### Господар
Господар је Докторов највећи непријатељ, одметнути Господар времена који жели да влада универзумом. Замишљен као „Професор Моријарти Докторовом Шерлоку Холмсу”, овај лик се први пут појавио 1971. године. Као и у случају Доктора, ову улогу је тумачило неколико глумаца, пошто је Господар такође Господар времена и способан да се регенерише. Први од ових глумаца био је Роџер Делгадо који је улогу тумачио до своје смрти 1973. године. Господара су накратко играли Питер Прат и Џефри Биверс, док Ентони Ејнли није преузео улогу и наставио да игра лик до прекида серије 1989. године. Господар се вратио у телевизијском филму Доктор Ху (1996), где га је глумио амерички глумац Ерик Робертс.
Након оживљавања серије 2005. године, Дерек Џејкоби је поново представио лик у епизоди Утопија (2007). Током те приче, улогу је затим преузео Џон Сим, који јој се више пута враћао током мандата Десетог Доктора. У епизоди из 2014. године, Тамна вода, откривено је да је Господар постао женска инкарнација илити „Господарица времена”, сада позната под именом „Миси”. Ову инкарнацију је играла Мишел Гомез. Сим се вратио својој улози Господара уз Гомезову у десетом серијалу. Господар се вратио у дванаестом серијалу 2020. године, у ком је Саша Даван преузео улогу. Тај лик је себе назвао „шпијунским господаром”, позивајући се на улогу коју је преузео у МИ6.

## 
(у преводу Време и релативна димензија/е у простору) је машина, свемирски брод, коју су изумели Господари времена. Корисник ТАРДИС-а може отпутовати било где у времену и простору. При слетању, ТАРДИС би требало да поприма облик и изглед неког од предмета који се уклапају у околину, али се приликом једне посете Лондону овај механизам покварио, тако да је ТАРДИС трајно попримио изглед телефонске говорнице из 60-их година 20. века. Он је бесконачно велик, јер ради на принципу додавања нове димензије.

## Епизоде
| Сезона / Серијал  | Сезона / Серијал    | Епизоде         | Доктор             | Оригинално емитовање | Оригинално емитовање |
| ----------------- | ------------------- | --------------- | ------------------ | -------------------- | -------------------- |
| Сезона / Серијал  | Сезона / Серијал    | Епизоде         | Доктор             | Премијера            | Финале               |
| Класична ера      |                     |                 |                    |                      |                      |
|                   | 1. сезона           | 42              | Први Доктор        | 23. новембар 1963.   | 12. септембар 1964.  |
|                   | 2. сезона           | 39              | Први Доктор        | 31. октобар 1964.    | 24. јул 1965.        |
|                   | 3. сезона           | 45              | Први Доктор        | 11. септембар 1965.  | 16. јул 1966.        |
|                   | 4. сезона           | 43              | Други Доктор       | 10. септембар 1966.  | 1. јул 1967.         |
|                   | 5. сезона           | 40              | Други Доктор       | 2. септембар 1967.   | 1. јун 1968.         |
|                   | 6. сезона           | 44              | Други Доктор       | 10. август 1968.     | 21. јун 1969.        |
|                   | 7. сезона           | 25              | Трећи Доктор       | 3. јануар 1970.      | 20. јун 1970.        |
|                   | 8. сезона           | 25              | Трећи Доктор       | 2. јануар 1971.      | 19. јун 1971.        |
|                   | 9. сезона           | 26              | Трећи Доктор       | 1. јануар 1972.      | 24. јун 1972.        |
|                   | 10. сезона          | 26              | Трећи Доктор       | 30. децембар 1972.   | 23. јун 1973.        |
|                   | 11. сезона          | 26              | Трећи Доктор       | 15. децембар 1973.   | 8. јун 1974.         |
|                   | 12. сезона          | 20              | Четврти Доктор     | 28. децембар 1974.   | 10. мај 1975.        |
|                   | 13. сезона          | 26              | Четврти Доктор     | 30. август 1975.     | 6. март 1976.        |
|                   | 14. сезона          | 26              | Четврти Доктор     | 4. септембар 1976.   | 2. април 1977.       |
|                   | 15. сезона          | 26              | Четврти Доктор     | 3. септембар 1977.   | 11. март 1978.       |
|                   | 16. сезона          | 26              | Четврти Доктор     | 2. септембар 1978.   | 24. фебруар 1979.    |
|                   | 17. сезона          | 20              | Четврти Доктор     | 1. септембар 1979.   | 12. јануар 1980.     |
|                   | 18. сезона          | 28              | Четврти Доктор     | 30. август 1980.     | 21. март 1981.       |
|                   | 19. сезона          | 26              | Пети Доктор        | 4. јануар 1982.      | 30. март 1982.       |
|                   | 20. сезона          | 22              | Пети Доктор        | 4. јануар 1983.      | 16. март 1983.       |
|                   | 21. сезона          | 25              | Пети Доктор        | 23. новембар 1983.   | 25. март 1984.       |
|                   | 22. сезона          | 13              | Шести Доктор       | 5. јануар 1985.      | 30. март 1985.       |
|                   | 23. сезона          | 14              | Шести Доктор       | 6. септембар 1986.   | 6. децембар 1986.    |
|                   | 24. сезона          | 14              | Седми Доктор       | 7. септембар 1987.   | 7. децембар 1987.    |
|                   | 25. сезона          | 14              | Седми Доктор       | 5. октобар 1988.     | 4. јануар 1989.      |
|                   | 26. сезона          | 14              | Седми Доктор       | 6. септембар 1989.   | 6. децембар 1989.    |
|                   | Филм                | Филм            | Осми Доктор        | 12. мај 1996.        | 12. мај 1996.        |
| Савремена ера     |                     |                 |                    |                      |                      |
|                   | 1. серијал          | 13              | Девети Доктор      | 26. март 2005.       | 18. јун 2005.        |
|                   | 2. серијал          | 13              | Десети Доктор      | 15. април 2006.      | 8. јул 2006.         |
|                   | 3. серијал          | 13              | Десети Доктор      | 31. март 2007.       | 30. јун 2007.        |
|                   | 4. серијал          | 13              | Десети Доктор      | 5. април 2008.       | 5. јул 2008.         |
|                   | Специјали (2008−10) | 5               | Десети Доктор      | 25. децембар 2008.   | 1. јануар 2010.      |
|                   | 5. серијал          | 13              | Једанаести Доктор  | 3. април 2010.       | 26. јун 2010.        |
|                   | 6. серијал          | 13              | Једанаести Доктор  | 23. април 2011.      | 1. октобар 2011.     |
|                   | 7. серијал          | 13              | Једанаести Доктор  | 1. сепембар 2012.    | 18. мај 2013.        |
|                   | Специјали (2013)    | 2               | Једанаести Доктор  | 23. новембар 2013.   | 25. децембар 2013.   |
|                   | 8. серијал          | 12              | Дванаести Доктор   | 23. август 2014.     | 8. новембар 2014.    |
|                   | 9. серијал          | 12              | Дванаести Доктор   | 19. септембар 2015.  | 5. децембар 2015.    |
|                   | 10. серијал         | 12              | Дванаести Доктор   | 15. април 2017.      | 1. јул 2017.         |
|                   | 11. серијал         | 10              | Тринаеста Докторка | 7. октобар 2018.     | 9. децембар 2018.    |
|                   | 12. серијал         | 10              | Тринаеста Докторка | 1. јануар 2020.      | 1. март 2020.        |
| Револуција Далека | Револуција Далека   | 1. јануар 2021. | 1. јануар 2021.    |                      |                      |
|                   | 13. серијал         | 6               | Тринаеста Докторка | 31. октобар 2021.    | 5. децембар 2021.    |
|                   | Специјали (2022)    | 3               | Тринаеста Докторка | 1. јануар 2022.      | 23. октобар 2022.    |
|                   | Специјали (2023)    | 3               | Четрнаести Доктор  | 25. новембар 2023.   | 9. децембар 2023.    |
|                   | 14. серијал         | 8               | Петнаести Доктор   | 11. мај 2024.        | 22. јун 2024.        |
|                   | 15. серијал         | 8               | Петнаести Доктор   | 12. април 2025.      | 31. мај 2025.        |

1. ↑  Њуман се често помиње као једини креатор серије. Неки извори, попут The Complete Encyclopedia of Television Programs 1947–1979 Винсента Тераса, погрешно наводе Терија Нејшна као творца Доктора Хуа, због начина на који је његово име било наведено у два филма са Питером Кушингом.
2. ↑  Када је ушла у Оксфордски речник енглеског језика, реч „ТАРДИС” се често користила да опише било шта што је изгледало веће изнутра него што спољашњи изглед сугерише.
3. ↑  Раније инкарнације Доктора су се повремено појављивале са тада важећом инкарнацијом у каснијим заплетима.
4. ↑  Први Доктор је остао до 8. епизоде 4. сезоне. Други Доктор се појављивао у остатку сезоне.
5. ↑  Пети Доктор се регенерисао у Шестог у 21. епизоде 21. сезоне. Шести Доктор се појављивао у последње четири епизоде сезоне.
6. ↑  Пред 2. серијал емитован је божићни специјал 25. децембра 2005.
7. ↑  Пред 3. серијал емитован је божићни специјал 25. децембра 2006.
8. ↑  Пред 4. серијал емитован је божићни специјал 25. децембра 2007.
9. ↑  Пред 6. серијал емитован је божићни специјал 25. децембра 2010. док је након серијала емитован божићни специјал 25. децембра 2011.
10. ↑  Између 5. и 6. епизоде 7. серијала емитован је божићни специјал 25. децембра 2012.
11. ↑  Након 8. серијала емитован је божићни специјал 25. децембра 2014.
12. ↑  Након 9. серијала емитован је божићни специјал 25. децембра 2015.
13. ↑  Пред 10. серијал емитован је божићни специјал 25. децембра 2016. док је након серијала емитован божићни специјал 25. децембра 2017.
14. ↑  Након 11. серијала емитован је новогодишњи специјал 1. јануара 2019.
15. ↑  Између специјала (2023) и 14. серијала емитован је божићни специјал 25. децембра 2023.
16. ↑  Пред 15. серијал емитован je божићни специјал 25. децембра 2024.

Доктор Ху се првобитно приказивао 26 сезона на каналу BBC One од 23. новембра 1963. до 6. децембра 1989. године. Током оригиналног приказивања, свака недељна епизода чинила је део приче (или „серијала”) — обично од четири до шест делова у ранијим годинама и три до четири у каснијим годинама. Неки значајни изузеци су били: Велики план Далека, који је емитован у дванаест епизода (плус ранија увертира у виду епизоде Задатак у непознато у којој није глумио нико из главне поставе), скоро читав један низ од седам епизода (7. сезона), серијал Ратне игре од десет епизода и 23. сезона, која се састоји од четрнаест повезаних епизода. Повремено су серијали биле лабаво повезане линијом приче, као што је 8. сезона која је усредсређена на Доктора који се бори са одметнутим Господаром времена познатим као Господар, 16. сезона, део 18. сезоне (серијали Пун круг, Стање пропадања и Ратничка капија) и део 20. сезоне (серијали Модрин бесмртни, Терминус и Просветљење).
Серија је имала за циљ да буде образовног карактера и намењена за породично гледање у раном суботњем вечерњом термину. На почетку су се смењивале приче смештене у прошлост, које су младој публици приближавале историју, и оне смештене у будућност или свемир, фокусиране на науку. То се такође одразило на Докторове првобитне сапутнике, од којих је један био наставник природних наука, а други историје.
Међутим, научнофантастичне приче су постале доминантне у серији, а историјски оријентисане епизоде, које нису биле популарне међу продукцијском екипом, одбачене су након епизоде Горштаци (4. део) (1967). Иако је серија наставила да користи историјске поставке, оне су углавном коришћене као позадина за научнофантастичне приче, са једним изузетком: епизода Црна орхидеја (1982) смештена је у Енглеску 1920-их.
Ране приче биле су серијализоване, где је наратив једне приче прелазио у следећу, а свака епизода имала је свој наслов, иако су продукцијски биле засебне приче са сопственим кодовима. Међутим, након епизоде ОК корал (1966), свака епизода је добила свој наслов, а појединачним деловима додељени су бројеви делова.
Од многих сценариста програма, Роберт Холмс је био најплоднији, док је Даглас Адамс постао најпознатији изван самог Доктора Хуа због популарности његовог дела Аутостоперски водич кроз галаксију.
Формат серије је промењен од њеног оживљавања 2005. године и од тада се један серијал састојао од тринаест 45-минутних, самосталних епизода (60 минута са рекламама, на иностраним комерцијалним каналима) и продуженим 60-минутним епизодама емитованим на Божић (25. децембра). Овај формат је скраћен на дванаест епизода и један божићни специјал након осмог серијала и десет епизода од једанаестог серијала. Сваки серијал има самосталне и вишеделне епизодне приче, често повезане са лабавим наративним луком који се разрешава у последњој епизоди серијала. Као и у раној „класичној” ери, свака епизода има свој наслов, било да је самостална или део веће приче. Повремено, епизоде редовних серија премашују трајање од 45 минута; примера ради, епизоде Крај путовања (2008) и Једанаести час (2010) премашили су сат времена.
Укупно 892 епизоде серије емитовано је на телевизији од 1963. године, у распону од 25-минутних епизода (најчешћи формат за класичну еру), 45/50-минутних епизода (Васкрсење Далека) из 1984. године, целе једне сезоне 1985. и најчешћи формат за нову еру серије од 2005. године), две дугометражне епизоде (епизода Пет Доктора из 1983. и телевизијски филм из 1996), дванаест божићних специјала (већина траје око 60 минута, један 72 минута) и четири додатне специјалне епизоде у распону од 60 до 75 минута у 2009. 2010. и 2013. године. Четири мини-епизоде, од којих свака траје око осам минута, такође су снимљене за хуманитарну акцију Деца у невољи 1993, 2005. и 2007. године, док је 2008. још једна мини-епизода произведена за тематско издање серије под називом Матура. Дводелна прича из 1993. године под називом Димензије у времену направљена је у сарадњи са глумачком поставом BBC-ове сапунице Приче из предграђа и делимично је снимљена на сету те серије. Дводелна мини-епизода такође је снимљена за добротворну организацију Comic Relief 2011. године. Почевши од специјалне епизоде Планета мртвих из 2009. године, серија је снимана у резолуцији 1080i за HDTV и емитована је истовремено на каналима BBC One и BBC HD.
За прославу 50. годишњице серије, 2013. емитована је посебна 3Д епизода Дан Доктора. У марту 2013. објављено је да ће се Дејвид Тенант и Били Пајпер вратити, као и да ће епизода имати ограничено биоскопско издање широм света.
У јуну 2017. објављено је да због услова уговора између BBC Worldwide-а и SMG Pictures-а у Кини, компанија има прво право одбијања куповине за кинеско тржиште будућих серијала серије, закључно са 15. серијалом.

### Изгубљене епизоде
Између 1967. и 1978. године, велике количине старијег материјала похрањеног у разним видеотекама BBC-ја су или уништене или обрисане. Ово је укључивало и многе ране епизоде Доктора Хуа, односно оне у којима се појављују прва два Доктора: Вилијам Хартнел и Патрик Траутон. Свеукупно, 97 од 253 епизоде произведене током првих шест година емитовања серије не налазе се у архивама BBC-ја (највише недостају епизоде треће, четврте и пете сезоне, у којима недостаје 79 епизода). Године 1972. скоро све епизоде за које се знало да постоје биле су у поседу BBC-ја, док је до 1978. пракса брисања трака и уништавања „вишка” филмских копија престала.
Ниједна епизода из 1960-их не постоји на оригиналним видеотекама (све преживеле копије су пренете на филм), иако су неке биле пренете на филм ради монтаже пре емитовања и постоје у том емитованом облику.
Неке епизоде су враћене BBC-ју из архива других земаља које су куповале копије ради емитовања, или од приватних лица која су их на разне начине прибавила. Пронађени су и рани снимци у боји које су обожаваоци серије направили снимањем са телевизора, као и исечци снимљени на 8 mm филм, као и клипови приказани у другим програмима. Звучни записи свих изгубљених епизода постоје захваљујући гледаоцима који су их снимали код куће. Постоје и кратки исечци из сваке приче са изузетком серијала Марко Поло (епизоде Кров света, Распевани песак, Петсто очију, Зид лажи, Јахач из Шанг-Туа, Моћни Кублај Кан и Атентат у Пекингу) (1964), епизоде Мисија у непознато (1965) и серијала Масакр (епизоде Рат Бога, Морски просјак, Свештеник смрти и Звоно пропасти) (1966).
Поред тога, постоје и фотографије снимљене са екрана које је правио фотограф Џон Кјура, кога су различити чланови продукције ангажовали да документује многе програме током 1950-их и 1960-их, укључујући и серију Доктор Ху. Ове фотографије коришћене су у аматерским реконструкцијама серијала. BBC је толерисао ове аматерске реконструкције под условом да се не продају у комерцијалне сврхе и да се дистрибуирају као копије ниског квалитета.
Једна од најтраженијих изгубљених епизода је четврти део последњег серијала са Вилијамом Хартнелом, Десета планета (4. део) (1966), која се завршава регенерацијом Првог Доктора у Другог. Једини сачувани део ове епизоде, осим неколико нечујних клипова од 8 mm лошег квалитета, јесте неколико секунди призора регенерације, која је приказана у дечјој емисији Плави Питер. Уз одобрење BBC-ја, сада су у току напори да се обнови што је могуће више епизода из постојећег материјала.
BBC је такође објавио „званичне” реконструкције на VHS-у, MP3 CD-ROM-у и као посебне додатке на DVD-у. BBC је у сарадњи са анимационим студијом Cosgrove Hall Cosgrove Hall реконструисао изгубљене епизоде Инвазија (1. део) и Инвазија (4. део) (1968), користећи ремастеризоване звучне записе и свеобухватне сценске белешке са оригиналног снимања, за DVD издање серије у новембру 2006. године. Изгубљене епизоде Владавина терора и Нагодба из нужде анимирао је студио Theta-Sigma у сарадњи са Big Finish-ом, а постале су доступне за куповину у мају 2013. преко веб-сајта Amazon.com. Међу наредним анимацијама направљеним 2013. су и епизоде Десета планета (4. део), Ледени ратници (2. део), Ледени ратници (3. део), Месечева база (1. део) и Месечева база (3. део) (1967).
У априлу 2006. Плави Питер је покренуо изазов проналажења изгубљених епизода Доктора Хуа уз обећање ће победник освојити модела Далека у пуној величини као награду. У децембру 2011. године објављено је да је епизоде Ваздушна брава (1965) и Подводна претња (2. део) (1967) вратио BBC-ју један обожавалац који их је купио средином 1980-их, не знајући да BBC није имао њихове копије.
Дана 10. октобра 2013, BBC је објавио да су серијали од једанаест епизода, међу којима и девет изгубљених епизода, пронађени у нигеријској телевизијској станици у Џосу. Међу шест од једанаест откривених серијала био је и шестоделни серијал Непријатељ света (1968), из којег су недостајале све осим треће епизоде. Преостали епизоде биле су из шестоделног серијала Мрежа страха (1968), из ког су друга, четврта, пета и шеста епизода претходно недостајале. Епизода Мрежа страха (3. део) још увек је изгубљена.